# The Seafarers
Pour le poème en vieil anglais, voir The Seafarer.
Pour plus de détails, voir Fiche technique et Distribution.
The Seafarers est le troisième court métrage documentaire de Stanley Kubrick, sorti en 1953 à propos de la Seafarers International Union, l'union de syndicats des marins américains.

## Description
On peut y voir des bateaux, toutes sortes de machines, une femme nue (sans doute pour conserver l'attention des marins), la cantine, et une réunion des syndicats.
Le long travelling, à l'aide d'une dolly, de la scène de la cantine laisse transparaître le style que Stanley Kubrick développera par la suite dans ses longs métrages (cf. le travelling arrière dans les tranchées des Sentiers de la gloire (Paths of Glory), dans le labyrinthe de Shining et dans l'hôpital d’Orange mécanique quand le docteur vient voir Alex).

## Fiche technique
- Titre : The Seafarers
- Réalisateur : Stanley Kubrick
- Scénario : Will Chasen
- Narrateur : Don Hollenbeck
- Format : couleur
- Durée : 30 minutes
- Langue : anglais
- Date de sortie : 1953